# Giuseppe Boschetto
Giuseppe Boschetto, né en avril 1841 et mort en 1918, est un peintre italien, actif principalement à Naples, peignant souvent des sujets de la Rome antique, une thématique souvent qualifiée de pompéienne ou peut-être, plus justement néo-pompéienne.

## Biographie
Giuseppe Boschetto naît en 1841 à Naples.
Il est d'abord formé par Gustavo Mancinelli (en), puis par Domenico Morelli, dont il est un élève majeur. Ses quatre ou cinq premières décennies sont couronnées de succès, mais l'engagement de son patrimoine dans une entreprise industrielle le mène à la pauvreté. Il tente en vain de devenir instructeur à l'Académie des Beaux-Arts de Naples et meurt indigent en 1918.

## Œuvres

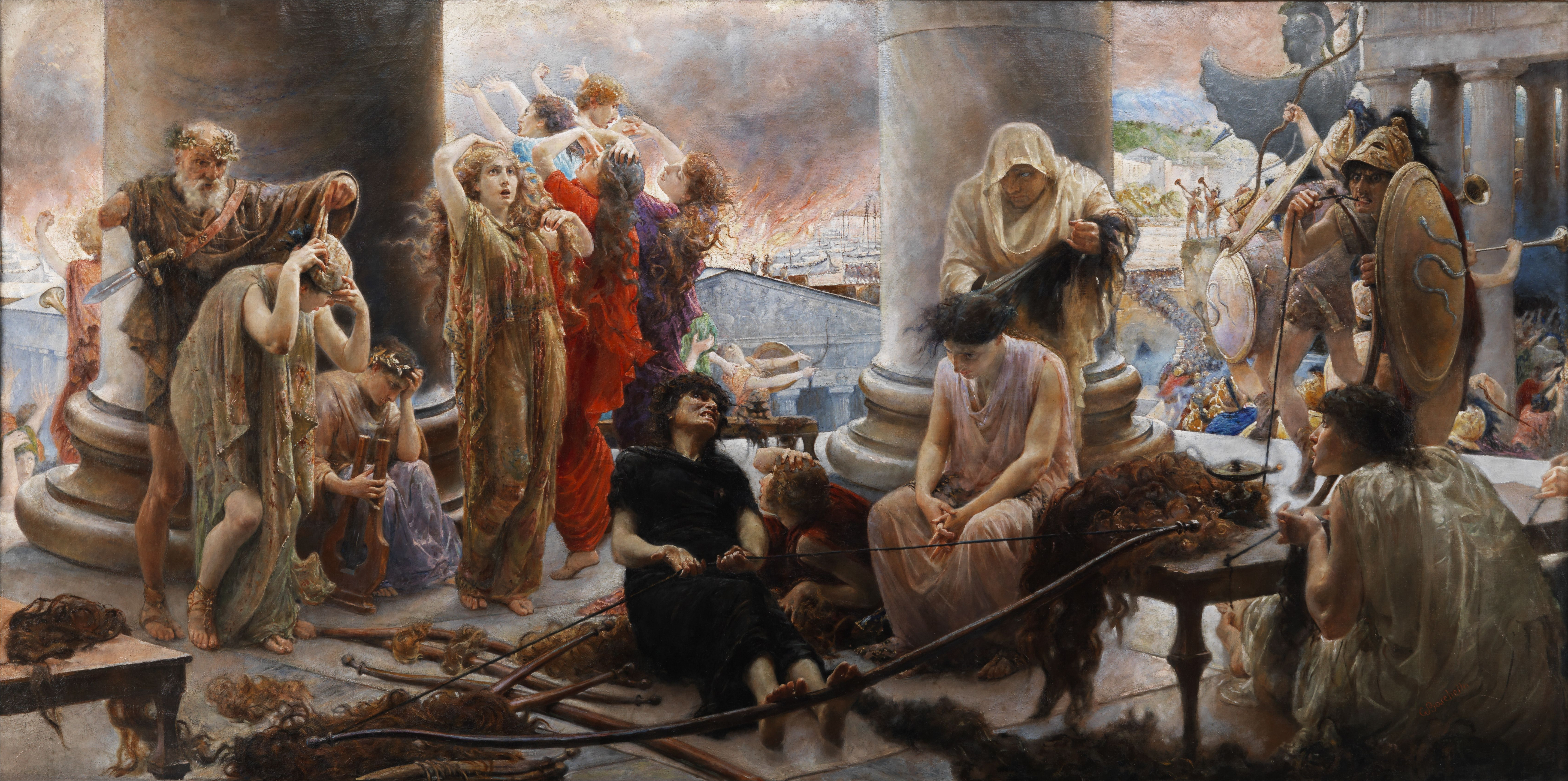
Pro Patria Omnia (Femmes tondues pour produire des arcs) par Boschetto.

Il expose à Turin en 1880 Santa Lucia de Naples. En 1883, à l'Esposizione Nazionale di Belle Arti de Rome, il expose La Mort de Socrate. Comme Camillo Miola (en), il applique le réalisme à la peinture historique. On peut citer d'autres peintures dont Les proscriptions de Sylla et Agrippine épiant le Sénat (exposée en 1877 à Naples).